# Diphucephala dentipes
Diphucephala dentipes är en skalbaggsart som beskrevs av Oke 1951. Diphucephala dentipes ingår i släktet Diphucephala och familjen Melolonthidae. Inga underarter finns listade i Catalogue of Life.